# Bonnat
Bonnat (okzitanisch Bònnat) ist eine französische Gemeinde mit 1354 Einwohnern (Stand 1. Januar 2022) in der Region Nouvelle-Aquitaine. Sie liegt im Département Creuse, Arrondissement Guéret, und ist der Hauptort (chef-lieu) des Kantons Bonnat. Die Einwohner sind die Bonnachonnes.

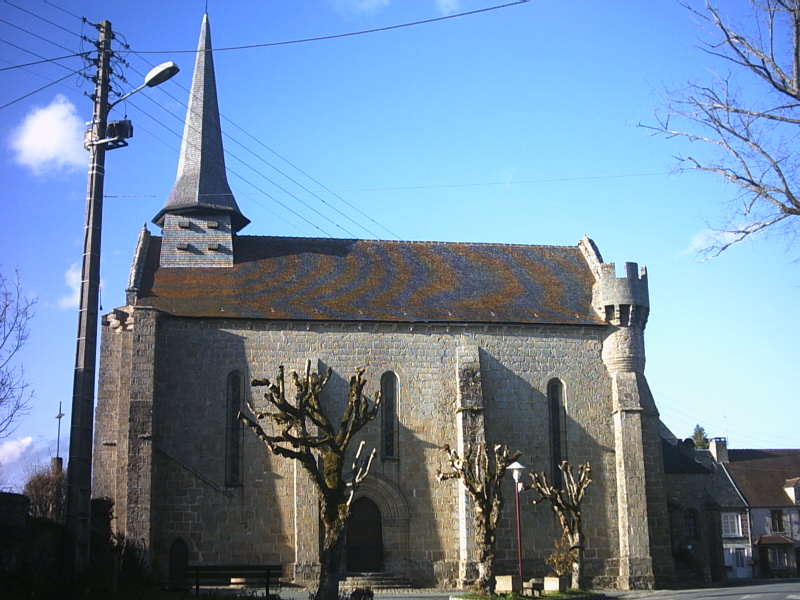
Kirche Saint-Sylvain in Bonnat

## Geographie
Bonnat liegt etwa 17,5 Kilometer nordnordöstlich von Guéret im Zentralmassiv an der Petite Creuse. 

## Wappen
Blasonierung:In Rot drei goldene Balken mit fünfstrahligen roten Stern.

## Geschichte
1158 wurde der Ort als Bonacum, 1287 als Bonnacum erwähnt.

### Bevölkerungsentwicklung

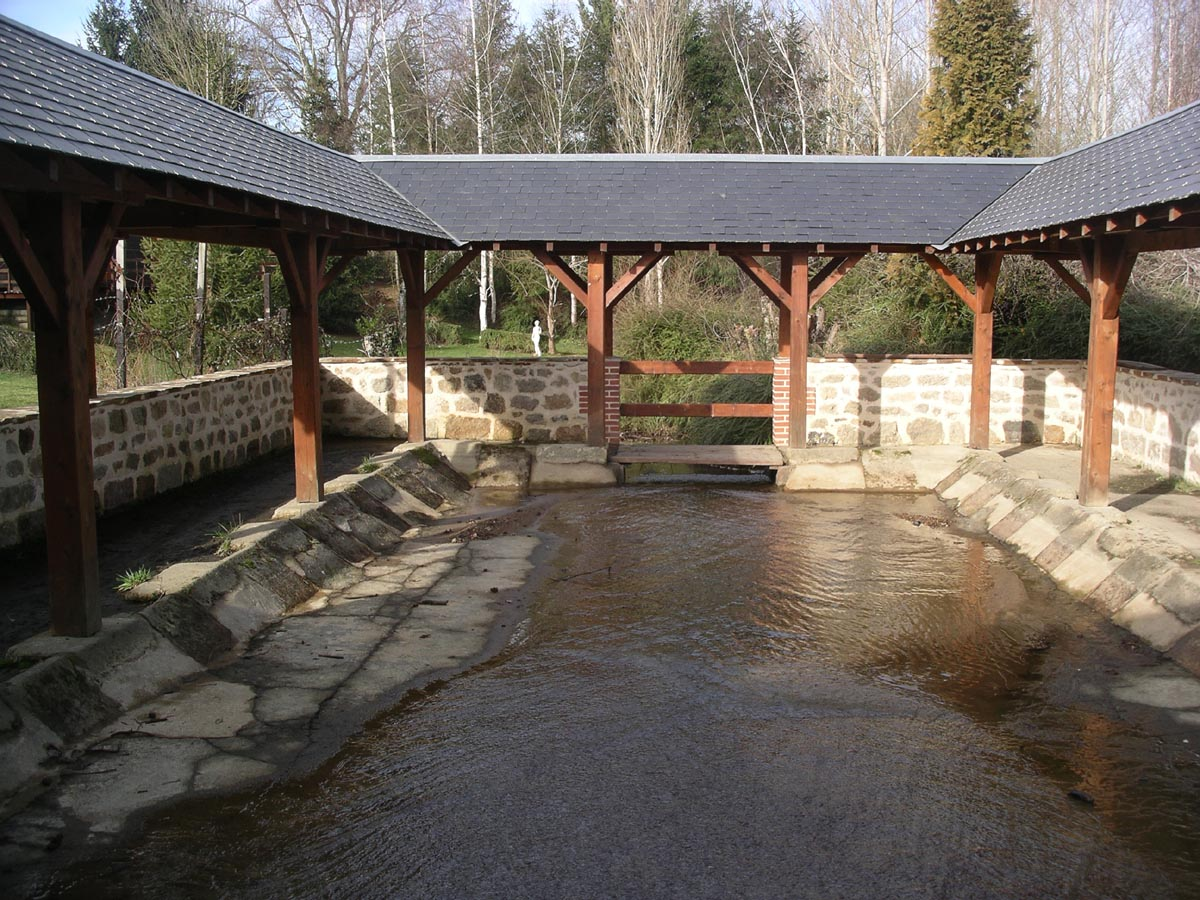
Lavoir in Bonnat

- 1962: 1490
- 1968: 1535
- 1975: 1340
- 1982: 1348
- 1990: 1387
- 1999: 1348
- 2006: 1318
- 2016: 1302

## Sehenswürdigkeiten
- Kirche Saint-Sylvain aus dem 13. und 14. Jahrhundert
- Lavoir
- Dorf Devants Long l’Eau, ein Ortsteil, bietet einen eindrucksvollen Blick über das Tal des Petite Creuse
- Château du Râteau
- Château de Mornay

## Persönlichkeiten
- François Binet (1880–1930), Politiker (u. a. Landwirtschaftsminister)